# Contea di Xinye
La contea di Xinye (新野县S, Xīnyě XiànP) è una contea della Cina, situata nella provincia di Henan e amministrata dalla prefettura di Nanyang.